# Macroclinium wullschlaegelianum
Macroclinium wullschlaegelianum là một loài thực vật có hoa trong họ Lan. Loài này được (H.Focke) Dodson mô tả khoa học đầu tiên năm 1984.

## Hình ảnh

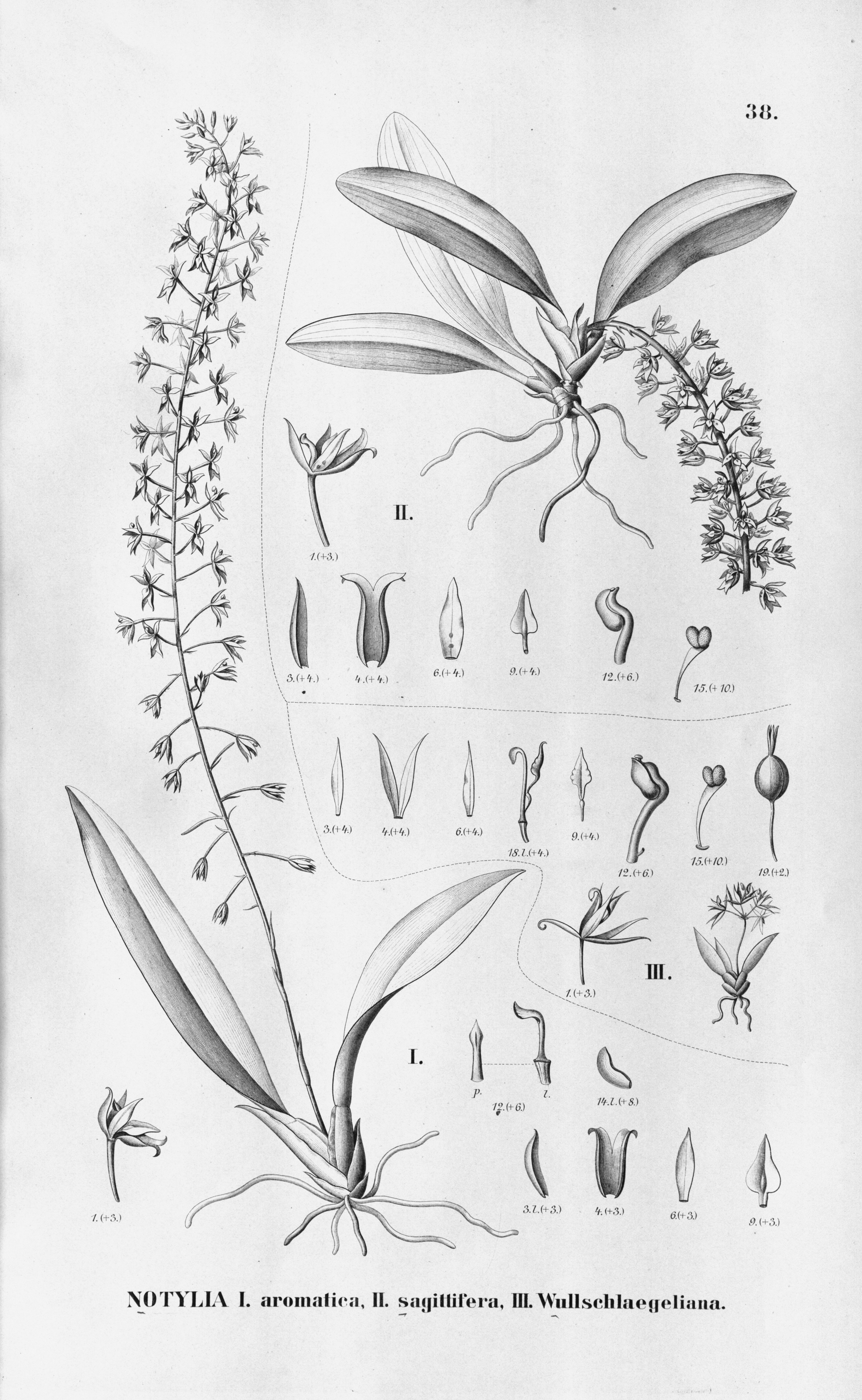
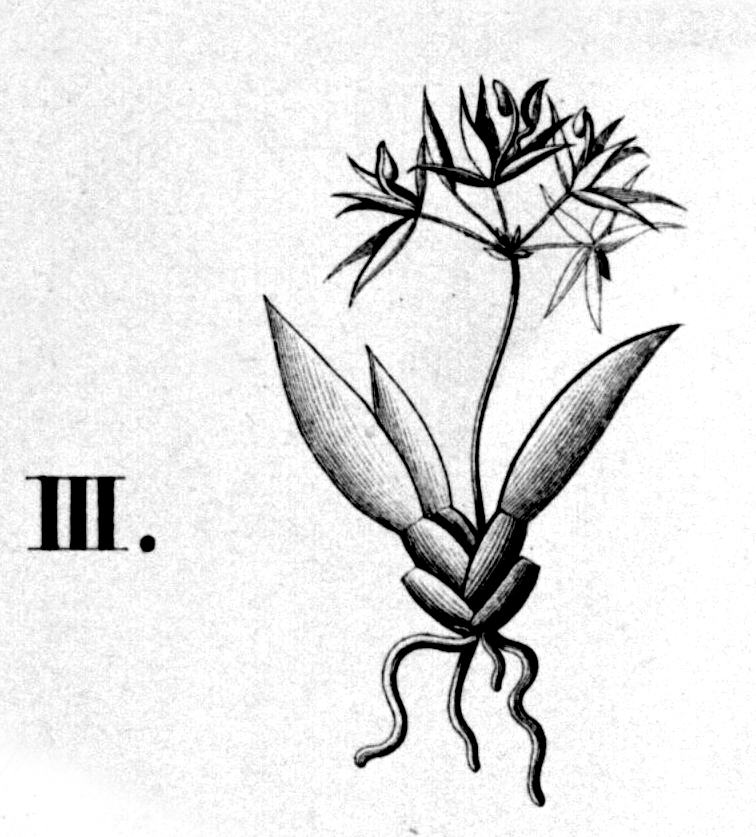
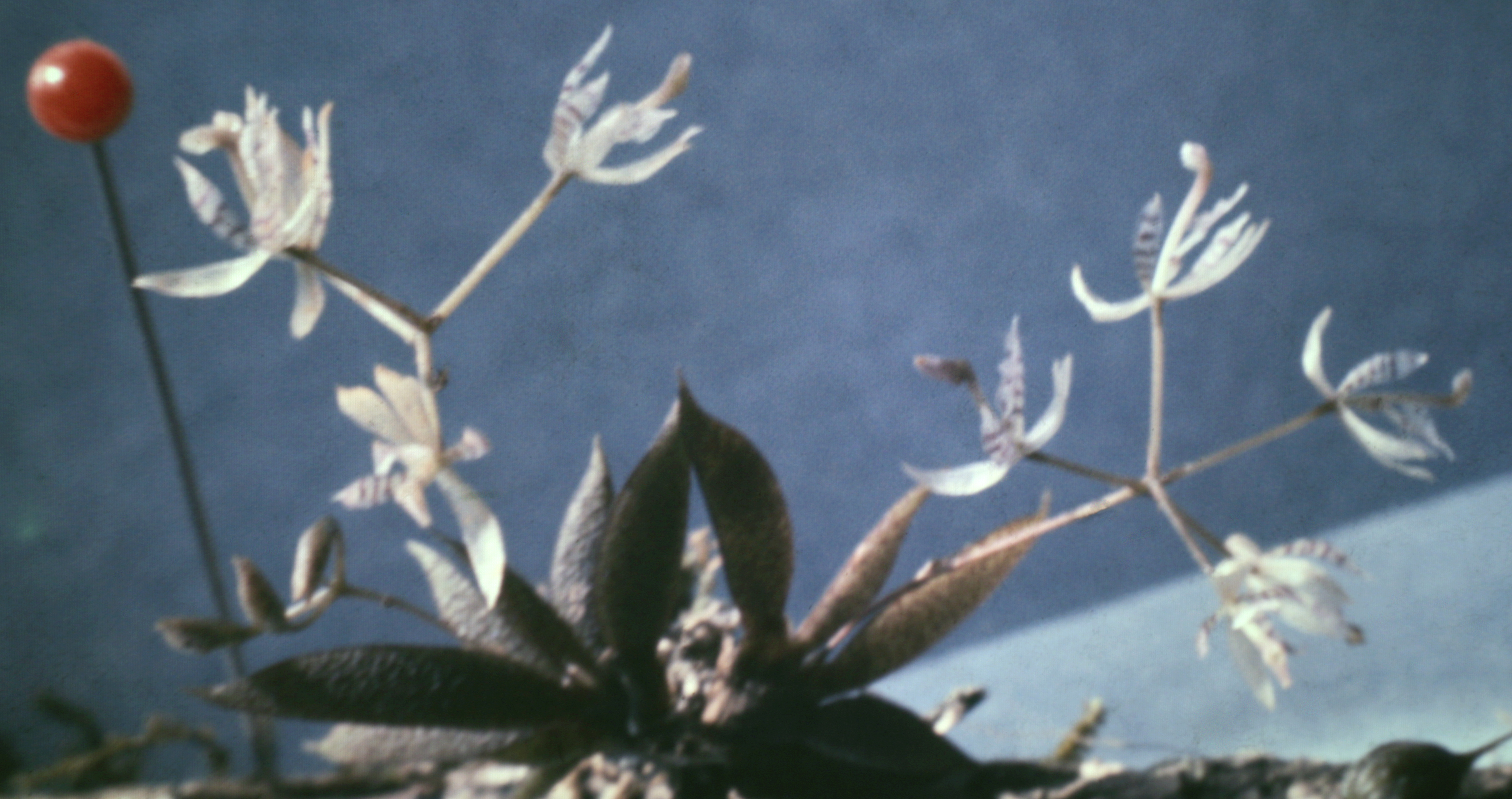